# Denier (Pas-de-Calais)
Denier is een gemeente in het Franse departement Pas-de-Calais (regio Hauts-de-France). De gemeente telt 58 inwoners (2009) en maakt deel uit van het arrondissement Arras.

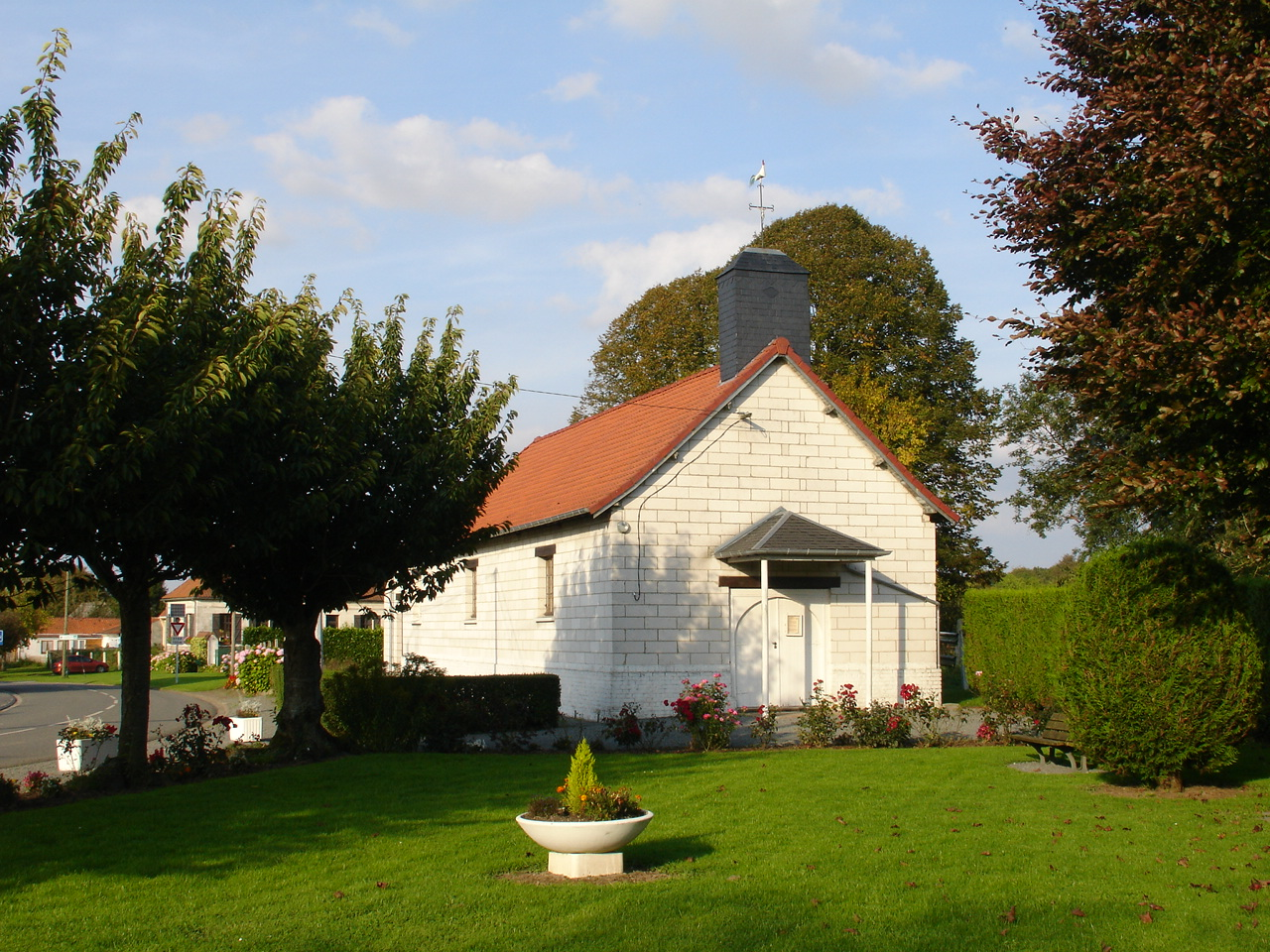
Église Sainte-Thérèse

## Geschiedenis
De plaats werd al in de 13de eeuw vermeld als Denier. De kerk van Denier was een hulpkerk van de kerk van Berlencourt.
Op het eind van het ancien régime werd Denier een gemeente.

## Geografie
De oppervlakte van Denier bedraagt 3,1 km², de bevolkingsdichtheid is dus 18,7 inwoners per km².
De onderstaande kaart toont de ligging van Denier (Pas-de-Calais) met de belangrijkste infrastructuur en aangrenzende gemeenten.

## Bezienswaardigheden
- De Église Sainte-Thérèse

## Demografie
Onderstaande figuur toont het verloop van het inwonertal (bron: INSEE-tellingen).